# Гроне
Гроне, Ґроне (італ. Grone) — муніципалітет в Італії, у регіоні Ломбардія,  провінція Бергамо.
Гроне розташоване на відстані близько 480 км на північний захід від Рима, 65 км на північний схід від Мілана, 20 км на схід від Бергамо.
Населення — 912 осіб (2014).
Щорічний фестиваль відбувається 8 вересня. Покровитель — Santa Maria.

## Демографія
Населення за роками:

Станом на 1 січня 2023 року в муніципалітеті офіційно проживало 78 іноземців з 9 країн, серед них 34 громадяни країн Євросоюзу та 2 громадяни України.

## Сусідні муніципалітети
- Адрара-Сан-Мартіно
- Берцо-Сан-Фермо
- Казацца
- Монастероло-дель-Кастелло
- Вігано-Сан-Мартіно